# Dalea grayi
Dalea grayi är en ärtväxtart som först beskrevs av Anna Murray Vail, och fick sitt nu gällande namn av Louis Otho Otto Williams. Dalea grayi ingår i släktet Dalea, och familjen ärtväxter. Inga underarter finns listade i Catalogue of Life.